# Sandun, Zhejiang
Sandun är en köpinghuvudort i Kina. Den ligger i provinsen Zhejiang, i den östra delen av landet, omkring 12 kilometer nordväst om provinshuvudstaden Hangzhou. Antalet invånare är 132 631. Befolkningen består av 62 323 kvinnor och 70 308 män. Barn under 15 år utgör 10,0 %, vuxna 15-64 år 83 %, och äldre över 65 år 5,0 %.
Runt Sandun är det mycket tätbefolkat, med 5 206 invånare per kvadratkilometer. Närmaste större samhälle är Hangzhou, 8,7 km öster om Sandun. Runt Sandun är det i huvudsak tätbebyggt.
Genomsnittlig årsnederbörd är 1 869 millimeter. Den regnigaste månaden är juni, med i genomsnitt 328 mm nederbörd, och den torraste är november, med 74 mm nederbörd.